# Luuka Jones
Luuka Jones (Tauranga, 18 de octubre de 1988) es una deportista neozelandesa que compite en piragüismo en la modalidad de eslalon.
Participó en los Juegos Olímpicos de Río de Janeiro 2016, obteniendo una medalla de plata en la prueba de K1 individual. Ganó una medalla de bronce en el Campeonato Mundial de Piragüismo en Eslalon de 2019, en la misma prueba.

## Palmarés internacional
| Juegos Olímpicos   | Juegos Olímpicos        | Juegos Olímpicos  | Juegos Olímpicos |
| Año                | Lugar                   | Medalla           | Competición      |
| ------------------ | ----------------------- | ----------------- | ---------------- |
| 2016               | Río de Janeiro (Brasil) | Medalla de plata  | K1 individual    |
| Campeonato Mundial |                         |                   |                  |
| Año                | Lugar                   | Medalla           | Competición      |
| 2019               | Seo de Urgel (España)   | Medalla de bronce | K1 individual    |